# 中山中学校址
中山中学校址位于中国山西省运城市盐湖区西城街道府西街社区府西街137号，为建于清代的古建筑。2015年6月8日，中山中学校址公布为第二批运城市文物保护单位。